# Jörg Magenau
Jörg Magenau (* 1961 in Ludwigsburg) ist ein deutscher Autor und Literaturkritiker.

## Leben
Jörg Magenau studierte an der FU Berlin Philosophie und Germanistik. 1990 gehörte er zu den Gründern der Wochenzeitung der Freitag, deren Literaturredakteur er bis 1996 war. Nach einer Zwischenstation bei der Wochenpost wechselte er 1997 zur taz. Von 1999 bis 2002 schrieb er vor allem für die „Berliner Seiten“ der Frankfurter Allgemeinen Zeitung. Seither ist er freier Autor, unter anderem für die Süddeutsche Zeitung, den rbb, Deutschlandfunk und Deutschlandfunk Kultur. Von 2002 bis 2008 war er Kolumnist und redaktioneller Mitarbeiter der Zeitschrift Das Magazin, 2009 Redakteur der Literaturzeitschrift Literaturen.
Er schrieb umfassende Monographien über Christa Wolf (2002) und Martin Walser (2005) und eine Doppelbiographie über die Brüder Friedrich Georg und Ernst Jünger (2012). 2007 publizierte er das zeitgeschichtliche Buch Die taz – Eine Zeitung als Lebensform. Zu einem Spiegel-Bestseller wurde das Doppelporträt Schmidt – Lenz (2014), die Geschichte einer langjährigen Freundschaft, für das er Altkanzler Helmut Schmidt und den Schriftsteller Siegfried Lenz kurz vor ihrem Tod noch einmal zu einem langen Gespräch zusammenbrachte. Das Werk handelt nicht nur von Freundschaft und Alter, sondern beleuchtet zugleich wichtige Phasen der bundesdeutschen Geschichte und untersucht exemplarisch das Verhältnis zwischen einem hochrangigen Politiker und einem Literaten. Mit Princeton 66 (2016) legte Magenau eine unterhaltsame literarische Reportage über das vorletzte Treffen der Gruppe 47, 1966 in Princeton, vor. Das Buch, das die Funktionsweise der Gruppe ebenso deutlich macht wie die verschiedenen intellektuellen Typen, die die Debatte beherrschten, wurde mit großer Anerkennung im Literarischen Quartett besprochen und dort von Maxim Biller als obligatorische Schullektüre empfohlen. Es ist konzipiert als „fiktiver Augenzeugenbericht, dessen Gestus die Grenzen zwischen Sachbuch und Roman verschwimmen lässt“, wie es in einer Besprechung hieß. Auch Bestseller. Bücher die wir liebten – und was sie über uns verraten (2018) ist ein Beitrag zur bundesdeutschen Mentalitäts-Geschichte, indem der Frage nachgegangen wird, warum bestimmte Bücher zu ihrer Zeit so erfolgreich gewesen sind. 2021 erschien mit Die kanadische Nacht der erste Roman von Jörg Magenau im Verlag Klett-Cotta.
Neben seiner Tätigkeit als Kritiker wirkt er in zahlreichen Jurys mit und betätigt sich als Moderator literarischer Veranstaltungen. Im Deutschlandfunk Kultur moderierte er eine Zeit lang die Sendung Lesart. Zusammen mit Frauke Meyer-Gosau betreibt er seit vielen Jahren das Literarische Trio im Literaturforum des Berliner Brechthauses, eine Gesprächsrunde über neue literarische Werke mit einem jeweils wechselnden Gast. Im Jahr 2019 war er Juror für den Deutschen Buchpreis und Sprecher der Jury.
Als Herausgeber verantwortete Jörg Magenau eine Auswahl aus der Sammlung Letzte Worte von Ernst Jünger (Klett-Cotta, 2013). Außerdem gab er die Gefängnisbriefe des Kunstfälscherpaares Wolfgang und Helene Beltracchi heraus, für die er auch ein Vorwort schrieb (Einschluss mit Engeln, Rowohlt, 2014).
1995 wurde seine Arbeit für den Freitag mit dem Alfred-Kerr-Preis ausgezeichnet, 2005 erhielt er den Journalistenpreis Bahnhof für eine Reportage über Bahn-Pendler zwischen Hamburg und Berlin.
Jörg Magenau lebt in Tübingen und in der Uckermark.

## Schriften (Auswahl)
- Christa Wolf. Eine Biographie. Kindler Verlag, Berlin 2002, ISBN 3-463-40394-3.
- Martin Walser. Eine Biographie. Rowohlt Verlag, Reinbek bei Hamburg 2005, ISBN 3-498-04497-4. Aktualisierte Taschenbuchausgabe 2008.
- Die taz. Eine Zeitung als Lebensform. Carl Hanser Verlag, München 2007, ISBN 3-446-20942-5.
- Gottfried Benn. Leben in Bildern. Deutscher Kunstverlag, Berlin/München 2010, ISBN 3-422-06995-X.
- Brüder unterm Sternenzelt. Friedrich Georg und Ernst Jünger. Eine Biografie. Klett-Cotta, Stuttgart 2012, ISBN 978-3-608-93844-9.[3]
- Schmidt – Lenz. Geschichte einer Freundschaft. Hoffmann und Campe, Hamburg 2014, ISBN 978-3-455-50314-2.
- Princeton 66. Die abenteuerliche Reise der Gruppe 47. Klett-Cotta, Stuttgart 2016, ISBN 978-3-608-94902-5.
- Bestseller. Bücher, die wir liebten – und was sie über uns verraten. Hoffmann und Campe, Hamburg 2018, ISBN 978-3-455-50379-1.
- Die kanadische Nacht. Roman. Klett-Cotta, Stuttgart 2021, ISBN 978-3-60898403-3.
- Liebe und Revolution. Roman. Klett-Cotta, Stuttgart 2023, ISBN 978-3-608-98748-5.

### Als Herausgeber
- Ernst Jünger: Letzte Worte. Klett-Cotta, Stuttgart 2013, ISBN 978-3-608939491
- Helene Beltracchi, Wolfgang Beltracchi: Einschluss mit Engeln. Rowohlt Verlag, Reinbek 2014, ISBN 978-3-498-04498-5.